# Georges Dureau
 (mai 2024).
La mise en forme du texte ne suit pas les recommandations de Wikipédia : il faut le « wikifier ».
Les points d'amélioration suivants sont les cas les plus fréquents :
- Les titres sont pré-formatés par le logiciel. Ils ne sont ni en capitales, ni en gras.
- Le texte ne doit pas être écrit en capitales (les noms de famille non plus), ni en gras, ni en italique, ni en « petit »…
- Le gras n'est utilisé que pour surligner le titre de l'article dans l'introduction, une seule fois.
- L'italique est rarement utilisé : mots en langue étrangère, titres d'œuvres, noms de bateaux, etc.
- Les citations ne sont pas en italique mais en corps de texte normal. Elles sont entourées par des guillemets français : « et ».
- Les listes à puces sont à éviter, des paragraphes rédigés étant largement préférés. Les tableaux sont à réserver à la présentation de données structurées (résultats, etc.).
- Les appels de note de bas de page (petits chiffres en exposant, introduits par l'outil «  Source ») sont à placer entre la fin de phrase et le point final[comme ça].
- Les liens internes (vers d'autres articles de Wikipédia) sont à choisir avec parcimonie. Créez des liens vers des articles approfondissant le sujet. Les termes génériques sans rapport avec le sujet sont à éviter, ainsi que les répétitions de liens vers un même terme.
- Les liens externes sont à placer uniquement dans une section « Liens externes », à la fin de l'article. Ces liens sont à choisir avec parcimonie suivant les règles définies. Si un lien sert de source à l'article, son insertion dans le texte est à faire par les notes de bas de page.
- La présentation des références doit suivre les conventions bibliographiques. Il est recommandé d'utiliser les modèles {{Ouvrage}}, {{Chapitre}}, {{Article}}, {{Lien web}} et/ou {{Bibliographie}}. Le mode d'édition visuel peut mettre en forme automatiquement les références.
- Insérer une infobox (cadre d'informations à droite) n'est pas obligatoire pour parachever la mise en page.

Pour une aide détaillée, merci de consulter Aide:Wikification.
Si vous pensez que ces points ont été résolus, vous pouvez retirer ce bandeau et améliorer la mise en forme d'un autre article.
Pour les articles homonymes, voir Dureau.
Georges Dureau, né le 11 mai 1873 à Villevêque et mort le 11 septembre 1928 dans le 18e arrondissement de Paris, est un pionnier de la presse cinématographique. Il fonde le premier hebdomadaire spécialisé, le Ciné-Journal, ainsi que l'association professionnelle de la presse cinématographique.

## Biographie
Georges Bernard Dureau naît le 11 mai 1873 à Villevêque. Il est le fils d'Henri Auguste Dureau (1848-1906) et d’Hortense Jamin (1845-1894). Il a une sœur, Marie Hortense Renée Dureau (1870-1964) et deux frères, Henri Paul Joseph Dureau (1872-1895) et Albert Jean-Baptiste Dureau (1875-1937). Georges Dureau se marie avec Pauline Christophe (1867-1921) à Paris en 1909.
La famille s’installe en 1875 à Angers. Georges y fait ses études. Il est très tôt attiré par le théâtre et la poésie. Il obtient, en 1900 le premier prix au concours de poésie Julien Daillière. Il compose plusieurs pièces et revues qui furent jouées sur les scènes angevines et à l'Alcazar (Paris), il s'installe alors à la capitale.
Critique d'art, auteur de théâtre et poète, il se tourne ensuite vers le journalisme. Il publie ses nouvelles et articles dans divers quotidiens de Paris ou de province. Il devient en 1904, rédacteur en chef de L'Angevin de Paris, organe hebdomadaire des intérêts de l'Anjou. Membre de l'association Le Vin d'Anjou, il fut également avec Monsieur Vétault l'un des fondateurs de la société des artistes angevins.
Lors de l’exposition universelle de 1900 à Paris, Georges Dureau s’intéresse au cinématographe naissant. Cet intérêt le fera évoluer de la presse classique, vers le journalisme cinématographique.
Georges Dureau fonde et devient le Directeur du premier hebdomadaire spécialisé, le Ciné-Journal.
Il est l'un des fondateurs de l'association professionnelle de la presse cinématographique. Il en est vice-président jusqu'à sa mort.
Georges Dureau est également vice-président de la section cinématographique de la société française de photographie.
Il est particulièrement actif au sein de la chambre syndicale française de cinématographie et des industries qui s'y rattachent, créée sous son impulsion.
En 1914, Georges Dureau est mobilisé sur le front de la Somme. Il reviendra de la guerre gazé.
Il décède le 11 septembre 1928 à Paris.

## Les années Ciné-Journal
Le 1er août 1908, Georges Dureau fonde le Ciné-Journal. Le premier numéro est publié le 15 août 1908. Le Ciné-Journal est hebdomadaire, puis bimensuel et enfin mensuel. Au prix de 25 centimes puis 50 centimes et enfin, 3 francs. Le dernier numéro est publié en 1937.
Le Ciné-Journal ouvre ses colonnes à l'ensemble des acteurs du cinématographe naissant. Il s'attache à promouvoir le cinématographe, non seulement à Paris, mais dans tous les départements en informant les directeurs de salles et la profession en général. Il publie également un maximum d'informations venues de l'étranger et informe des congrès ou des innovations techniques. Dès 1911, le Ciné-Journal est expédié sur tous les continents.
Chaque numéro du Ciné-Journal s'ouvre sur un éditorial de Georges Dureau. Nombre d'entre eux appellent à la structuration de l'industrie, notamment par la création d'associations et de syndicats corporatistes. Ces éditoriaux ont toujours pour objectif la promotion du cinématographe ; par sa démocratisation, comme outil pédagogique, sa diffusion dans les hôpitaux ou comme outil de soft-power, mais également par des recommandations sur la qualité de diffusion, la qualité des programmes, la sécurisation des salles, alors sujettes à de nombreux incendies,,,.
Il œuvre au sein de la chambre syndicale française de cinématographie et des industries qui s'y rattachent, créée le 10 juillet 1912 sous son impulsion, à la mise en place du premier brevet des opérateurs, assurant les compétences des techniciens manipulant les nombreux produits inflammables. Ce brevet sera mis en place le 1er octobre 1919.
Ces éditoriaux s'attachent également à défendre le cinématographe face aux menaces auxquelles ce dernier fait face. Menaces en interne, avec la production de copies illégales de films ou la succession d'autodafés. Comme menaces externes, que représentent la dépréciation récurrente du cinématographe par la presse traditionnelle ou la multiplication des censures de films par les politiques. Georges Dureau milite et obtient avec le concours de la chambre syndicale française de cinématographie et des industries qui s'y rattachent, le visa de diffusion national d'un film et non plus local, qui permettait aux maires et aux préfets la censure d'une œuvre malgré sa validation par le ministère de l'intérieur.
Georges Dureau s'oppose à la peine de mort ainsi qu'à l'enregistrement et la diffusion des guillotinades.
Georges Dureau publie également dans le ciné-journal des articles sous le pseudonyme Yhcam.
Pendant la première guerre mondiale, Georges Dureau confie la direction du Ciné-Journal à sa femme Pauline Dureau. Il lui délègue également l'ensemble de ses vice-présidences.
Ils créent la fondation pour les poilus de la corporation du cinématographe, qui fait parvenir des biens de premières nécessité aux employés du cinématographe sur le front.
Invité par le président Paul Deschanel, Georges Dureau participe à la première projection cinématographique à l’Élysée le 15 mars 1920.
En 1923, le Ciné-Journal fusionne avec Le Journal du film, Georges Dureau y collabore, ainsi qu'au Cinéopse, jusqu'à sa mort,.
Après un séjour à la maison de retraite d'Orly, œuvre d'assistance sociale du cinématographe, où il retrouve son ami Georges Méliès, Georges Dureau souhaite retourner à son domicile. Il y décède le 11 septembre 1928.
Louis Lumière, Georges Méliès et Charles Pathé comptent parmi les contributeurs à la souscription mise en place à son décès.